# Southbank Centre

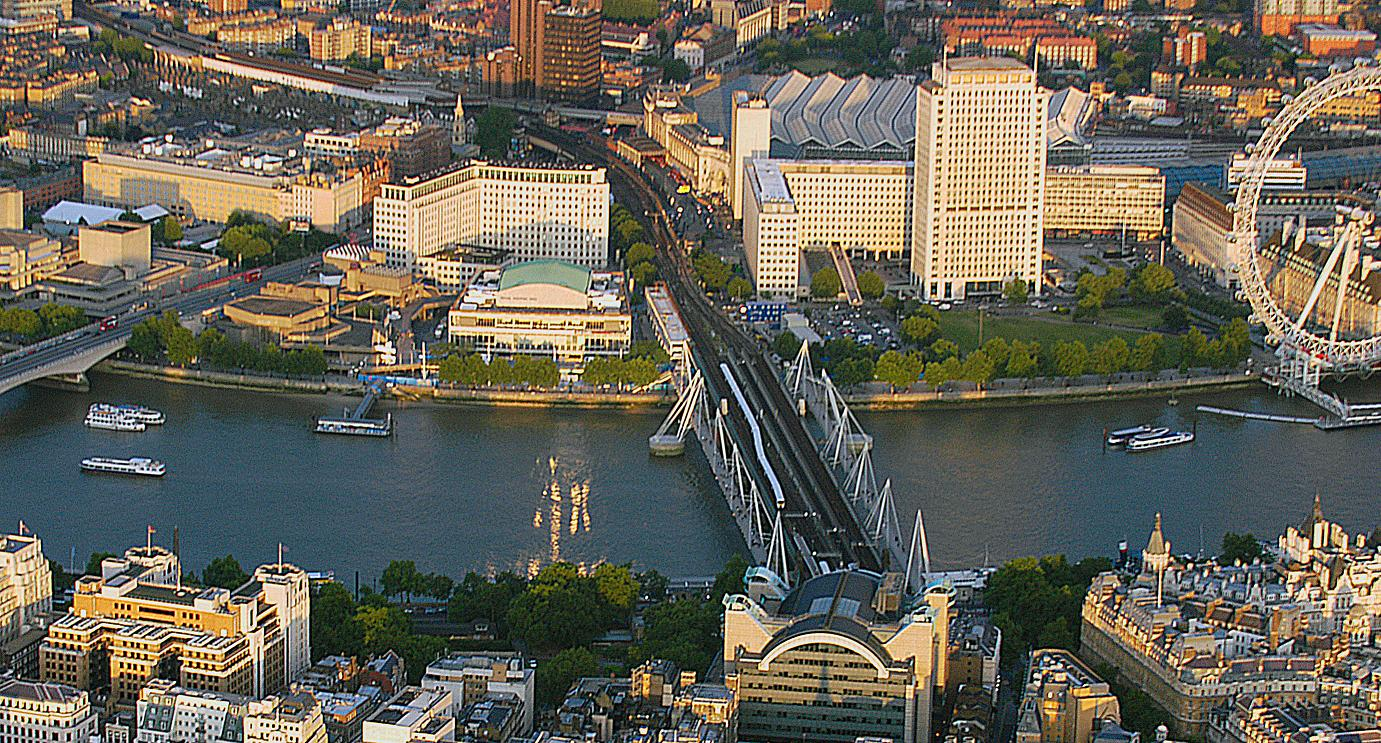
Veduta aerea di Southbank Centre.

Southbank Centre è un complesso di sale da concerto ubicato a Londra lungo le rive del Tamigi fra County Hall e il Waterloo Bridge. Esso è costituito da tre edifici principali: la Royal Festival Hall, la Queen Elizabeth Hall e la galleria d'arte The Hayward, ed è il complesso artistico più grande d'Europa. Prima del 2007 era noto come South Bank Centre. Esso polarizza l'interesse di oltre 3 milioni di visitatori all'anno e nelle sue sale si svolgono circa 1.000 eventi artistici a pagamento ogni anno. Presso la Galleria The Hayward vengono organizzate annualmente fra 3 e 6 mostre di elevato livello artistico.
Il luogo in cui è ubicato è uno dei più popolari spazi pubblici della città di Londra ed è parte di una zona pedonale posta sulla riva del Tamigi e che va da Westminster Bridge, passando per London Eye, Southbank Centre, Tate Modern e giungendo al nuovo Shakespeare's Globe.
Complessivamente, il Southbank Centre gestisce uno spazio di 85.000 m² di pura e misteriosa bellezza che va da County Hall a Waterloo Bridge, comprendente la Purcell Room, Saison Poetry Library, Jubilee Gardens e The Queen's Walk.

## Complessi ospitati
Hanno la loro sede nel complesso le seguenti orchestre:
- London Philharmonic Orchestra
- Philharmonia Orchestra
- London Sinfonietta
- Orchestra of the Age of Enlightenment